# Ryszard ze św. Wiktora

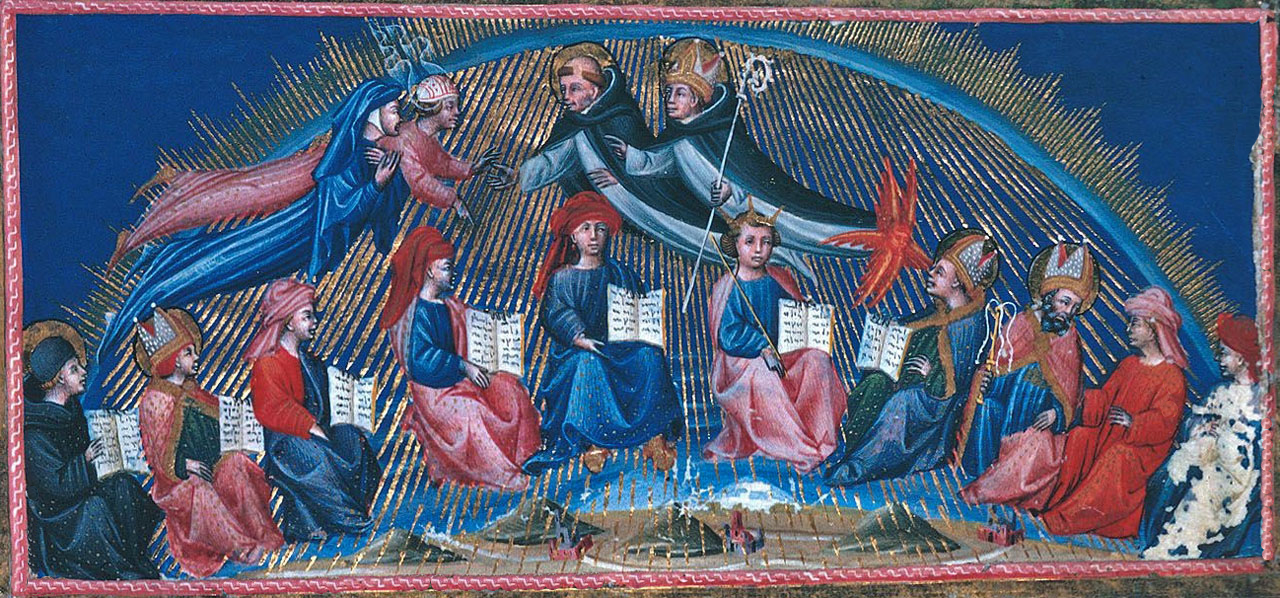
Dante Alighieri umieścił Ryszarda ze św. Wiktora w Raju w swoim dziele Boska komedia. Na tym obrazie Giovanniego di Paolo Ryszard pojawia się jako drugi po prawej, w czerwonej tunice.

Ryszard ze św. Wiktora (ur. ok. 1110 w Szkocji, zm. w 1173 w Paryżu) – filozof, teolog i mistyk szkocki, uczeń Hugona ze św. Wiktora.
W 1157 został zastępcą opata wspólnoty zakonnej Św. Wiktora w Paryżu, a następnie w 1162 zastąpił jako opat swego poprzednika Hugona ze św. Wiktora. Funkcję tę pełnił aż do śmierci.
Najbardziej znane dzieła:
- De trinitate - o Trójcy Świętej
- Liber exercitionum - streszczenie Didascalion Hugona ze św. Wiktora
- De preparatione animi ad contemplationem - dzieło mistyczne
- De gratia contemplationis - dzieło mistyczne
- Expositio cantica canticorum - komentarz do Pieśni nad Pieśniami

Jest autorem definicji pojęcia osoby: naturae intellectualis incommunicabilis existentia.